# Svensktoppen 2002
Svensktoppen 2002 dominerades främst av Brandsta City Släckers med melodin "Kom och ta mig" från den svenska Melodifestivalen 2002, som under 2002 låg på Svensktoppen i 40 veckor. Den låg kvar resten av året, och slog aldrig ut genom röstning, utan inför programmets "omstart" 2003. I den svenska Melodifestivalen 2002 blev det tillåtet att sjunga på andra språk än svenska, medan Svensktoppen ännu 2002 bara tillät svenska. Detta innebar att flera av 2002 års Melodifestivalbidrag, bland annat det segrande bidraget "Never Let It Go" av Afro-Dite, aldrig dök på Svensktoppen under 2002. Från Melodifestivalen 2002 blev "Hon kommer med solsken" av Östen med Resten mest framgångsrika melodi, och låg på Svensktoppen i totalt 18 veckor, och melodin slutade på tredje plats över mest framgångsrika melodier på Svensktoppen under 2002.
Den 13 oktober 2002 fyllde programmet 40 år.
2002 var det sista året då dansband och dansbandsartister hade stora framgångar på Svensktoppen. Framgångsrikaste dansband på Svensktoppen under 2002 var det då ännu existerande Vikingarna, vars melodi En vän som du låg på listan i 22 veckor och därmed skrapade ihop 7 078 poäng som kom att räcka till en andra plats på den totala listan.

## Årets Svensktoppsmelodier 2002
| Nr | Sång                              | Framförd av                             | Poäng       | Antal veckor |
| -- | --------------------------------- | --------------------------------------- | ----------- | ------------ |
| 1  | Kom och ta mig                    | Brandsta City Släckers                  | 14139 poäng | 40 veckor    |
| 2  | En vän som du                     | Vikingarna                              | 7078 poäng  | 22 veckor    |
| 3  | Hon kommer med solsken            | Östen med Resten                        | 6854 poäng  | 18 veckor    |
| 4  | Låt en morgon vakna               | Lasse Stefanz                           | 6222 poäng  | 16 veckor    |
| 5  | Att glömma är inte så enkelt      | Thorleifs                               | 5245 poäng  | 20 veckor    |
| 6  | Änglasjäl                         | Streaplers                              | 5187 poäng  | 24 veckor    |
| 7  | I mina skor                       | Alf Robertson                           | 5093 poäng  | 17 veckor    |
| 8  | Så speglas kärleken               | Helene & gänget                         | 4783 poäng  | 23 veckor    |
| 9  | Min egen ängel                    | Mats Bergmans                           | 4423 poäng  | 11 veckor    |
| 10 | Stjärnor ska tändas i natt        | Fernandoz                               | 4049 poäng  | 18 veckor    |
| 11 | Långt bort i skogen               | Danne Stråhed                           | 3368 poäng  | 11 veckor    |
| 12 | Vår sista dans                    | Benny Anderssons Orkester/Helen Sjöholm | 3204 poäng  | 12 veckor    |
| 13 | Lätt som en sommarfjäril          | Benny Anderssons Orkester/Helen Sjöholm | 3066 poäng  | 17 veckor    |
| 14 | Varför ska man leva för varandra? | Östen med Resten                        | 2643 poäng  | 12 veckor    |
| 15 | Som din mamma                     | Ingemar Olsson                          | 2427 poäng  | 13 veckor    |